# فيلنوف (أين)
فيلنوف (بالفرنسية: Villeneuve)‏ هي بلدية فرنسية تقع في إقليم الأين في فرنسا. رمز إنسي لها هو:1446. أما الرمز البريدي لها فهو: 1480.